# The Hoosier Schoolmaster
The Hoosier Schoolmaster er en amerikansk stumfilm fra 1924 af Oliver L. Sellers.

## Medvirkende
- Henry Hull som Ralph Hartsook
- Jane Thomas som Hannah Thompson
- Frank Dane som Dr. Small
- Mary Foy som Mis' Means
- Walter Palm som Jack Means
- Nat Pendleton som Bud Means
- Dorothy Allen som Mirandy Means
- G.W. Hall som Bill Means